# Burg Tokushima
Die Burg Tokushima (japanisch 徳島城, Tokushima-jō) befand sich in der Stadt Tokushima, Präfektur Tokushima. In der Edo-Zeit residierten dort die Hachisuka mit einem Einkommen von 186.000 Koku als große Tozama-Daimyō.

## Geschichte
Im Jahr 1585 erhielt Hachisuka Iemasa (蜂須賀 家政; 1558–1639) das Lehen Tokushima mit 186.000 Koku und begann im folgenden Jahr mit dem Bau einer Burg. Auf Anweisung von Toyotomi Hideyoshi wurde er dabei von Kobayakawa Takakage (小早川 隆景; 1533–1597), Chōsokabe Motochika (長曾我部 元親; 1539–1599) und Anderen unterstützt. So konnte die Burg im selben Jahr fertiggestellt werden. 
1615 schickte Iemasa seinen Sohn Yoshishige (至鎮; 1586–1620) bei der zweiten Belagerung von Ōsaka zur Unterstützung Tokugawa Ieyasus, worauf sein Besitz um die Insel-Provinz Awaji und andere Gebiete vermehrt und sein Einkommen auf 250.000 Koku erhöht wurde. So zählte er zu den großen Daimyō der Edo-Zeit.

## Die Anlage

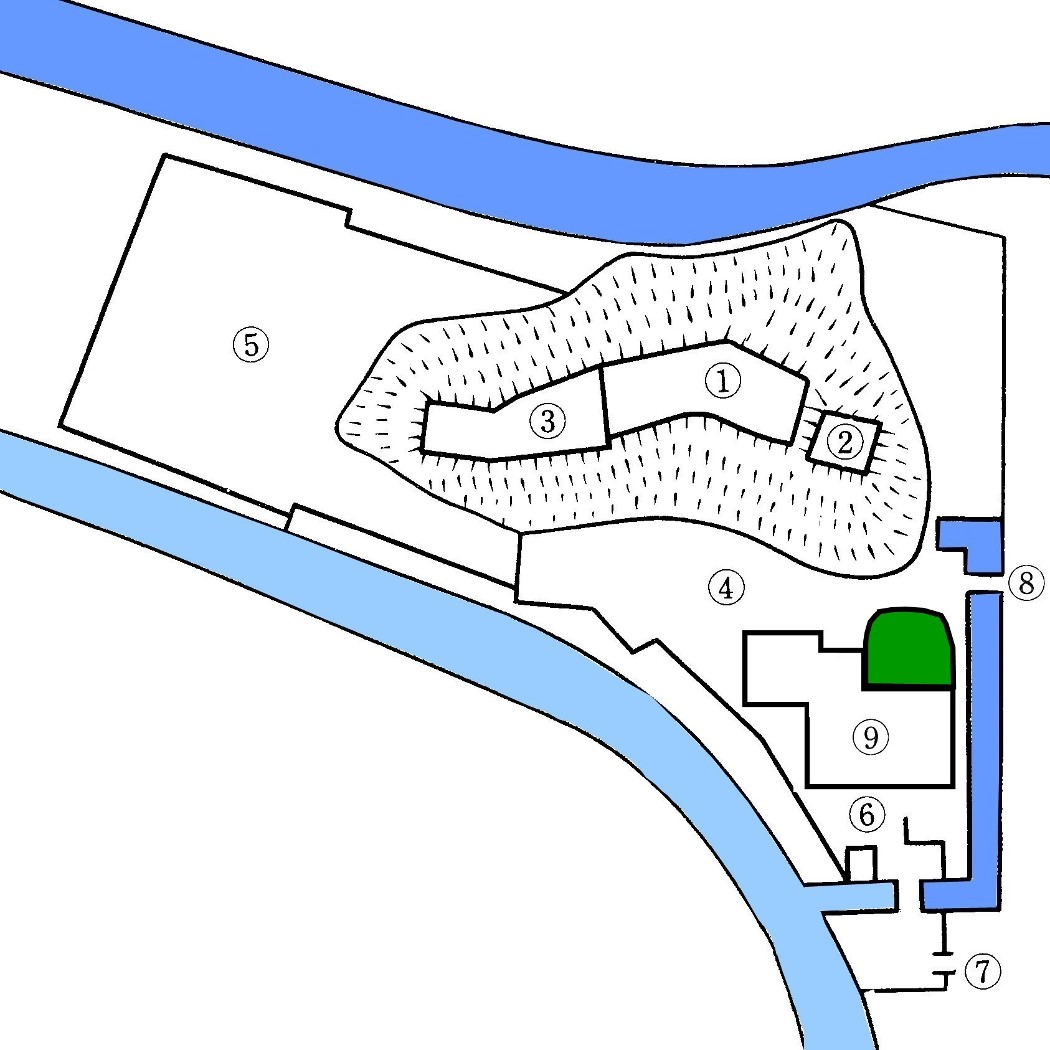
Burg Tokushima: 1: Hommaru, 2: Higashi Ni-no-maru, 3: Nishi Ni-no-maru, 4: San-no-maru, 5: Nishi-no-maru, 6: Haupttor, 7: Adler-Tor, 8: Sukiya-Tor, 9: Residenz, Grün: Garten, oben: Suketo-Fluss

Die Burg Tokushima liegt in einem Dreieck an der Mündung des Yoshino-Flusses (吉野川), das vom Shimmachi-Fluss (新町川) gespeisten Suketo-Fluss (助任川) und Terashima-Fluss (寺島川) gebildet wird. Auf dem sich dort erhebenden, 61 m hohen Hügel Inoyama (猪山) und an dessen Fuß wurde die Burg angelegt. Oben auf dem Inoyama wurde der zentrale Bereich, das Hommaru, angelegt, flankiert durch das Higashi-Ni-no-maru (東二の丸) im Osten und das Nishi-Ni-no-maru (西二の丸) im Westen. Unten wurde das San-no-maru (三の丸) in vier Teilbereichen angelegt, dazu im Westen das Nishi-no-maru (西の丸).
Im San-no-maru befand sich die ausgedehnte Residenz, wie üblich unterteilt in die Vordere Residenz des Fürsten (表御殿, Omoto Goten) mit dem und Hintere Residenz (奥御殿, Oku Goten), in dem die Versorgung der Gesamtresidenz untergebracht war. Die Residenz wurde hier „Die ehrenwerte Burg“ (御城, oshiro) genannt. Dieser Bereich im Süden vor dem Burgberg war durch einen langen Graben im Osten und im Westen durch den Terashima-Fluss und die Byōbu-bei (屏風堀) genannte Vertiefung vor den Schutzgebäuden, den Tamonyagura (多聞櫓) geschützt. Im Süden befand sich vor dem Haupttor (大手門, Ōtemon) der Miki-Burgbereich (三木廓, Miki-kuruwa), der durch das Adler-Tor (鷲の門) betreten wurde.
Zur Zeit des Burgbaus gab es einen Burgturm (天守閣, tenshukaku) in der Nähe des Yumi-Wachturms (弓櫓), der aber zwischen 1615 und 1642 abgerissen und der durch einen neuen Burgturm ohne Steinbasis im Higashi-Ni-no-maru dreistöckig errichtet wurde. Als Besonderheit wiesen Wachtürme, Tore und Gräben Shitomi itabari (蔀板張) genannte Holzverkleidungen auf.
Im Jahr 1875 wurden bis auf das Adlertor am Miki-Burgbereich alle Gebäude abgerissen. Das Tor ging dann bei Luftangriffen 1945 verloren. Erhalten blieben Mauern mit ihren Tordurchgängen sowie der innere Graben. Die Gesamtanlage ist heute öffentlicher Park, Zentralpark Tokushima (徳島中央公園, Tokushima chūō kōen). An Stelle der ehemaligen Residenz wurde das Städtische Burgmuseum Tokushima (徳島市立徳島城博物館, Tokushima shiritsu Tokushima-jō hakubutsukan) im Stil einer Residenz errichtet. – Das Adlertor wurde 1989 wieder errichtet.

## Bilder

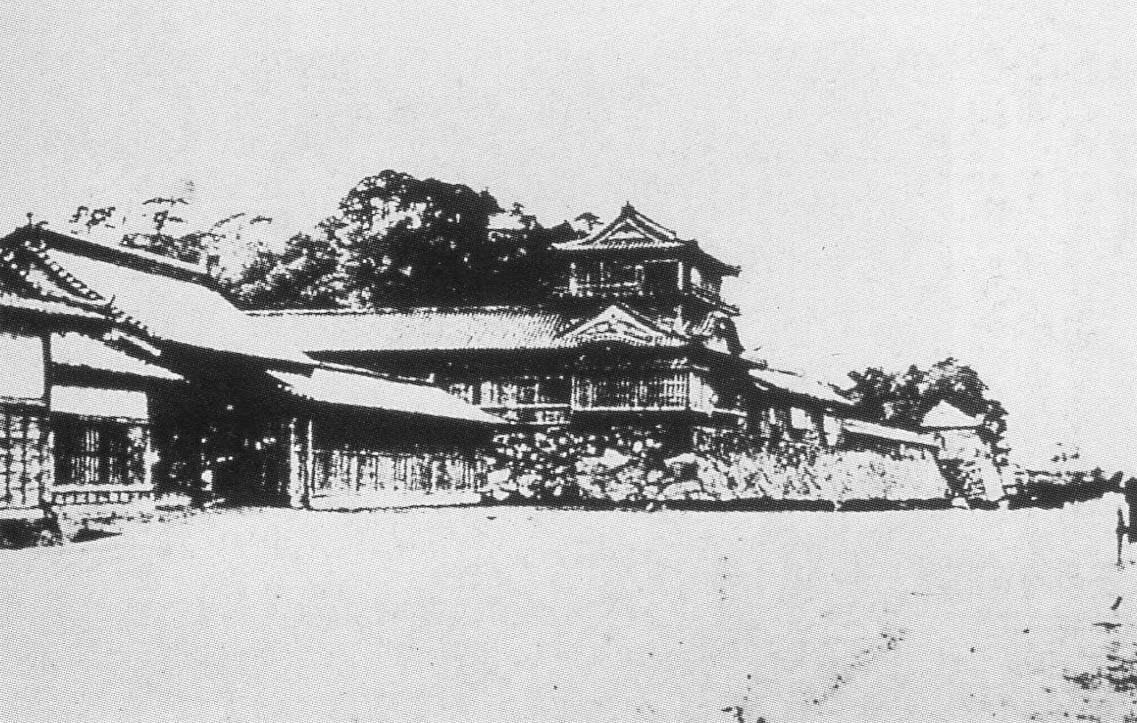
Adler-Tor und Tsukimi-Wachturm vor 1900
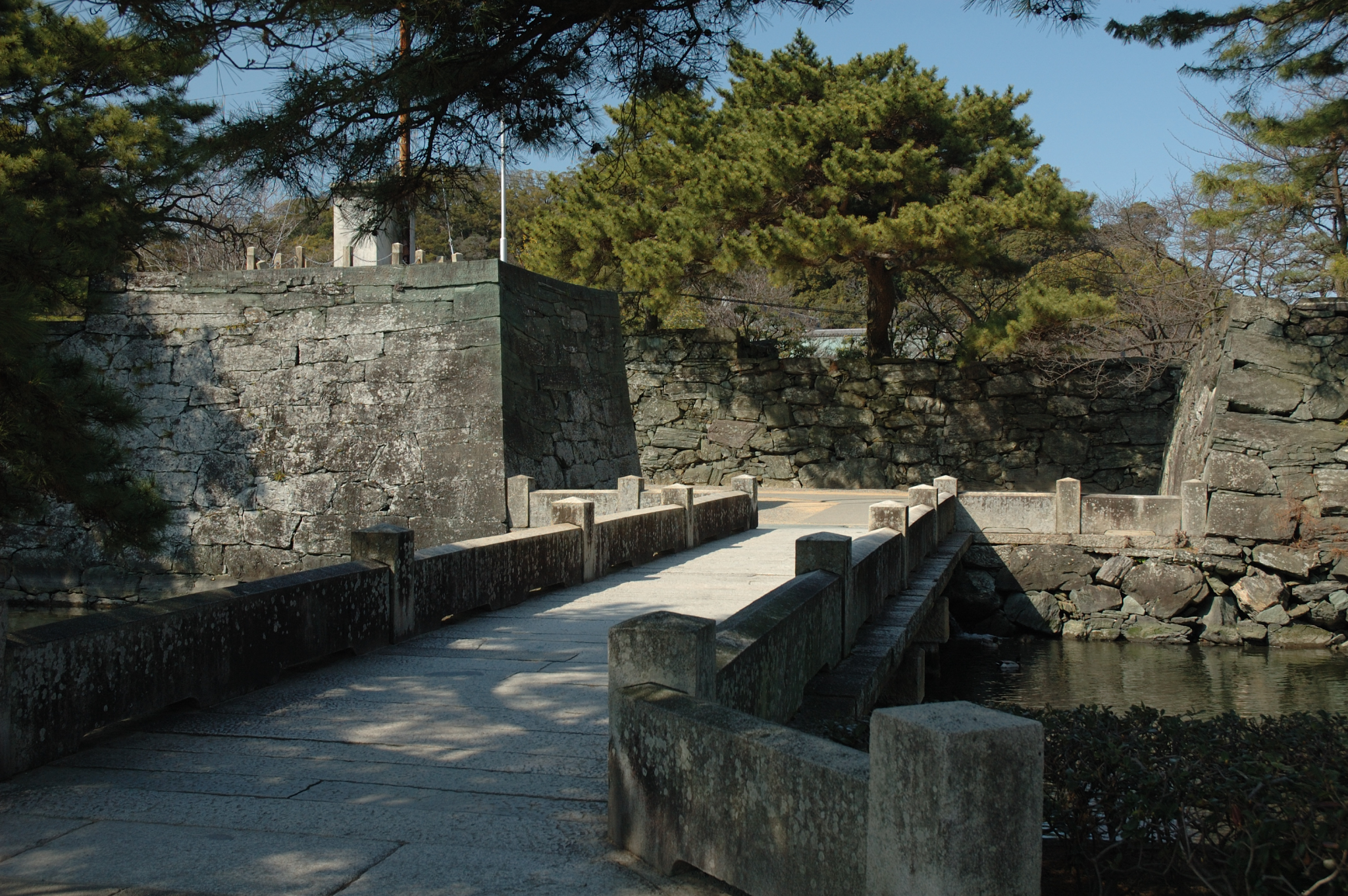
Haupttor
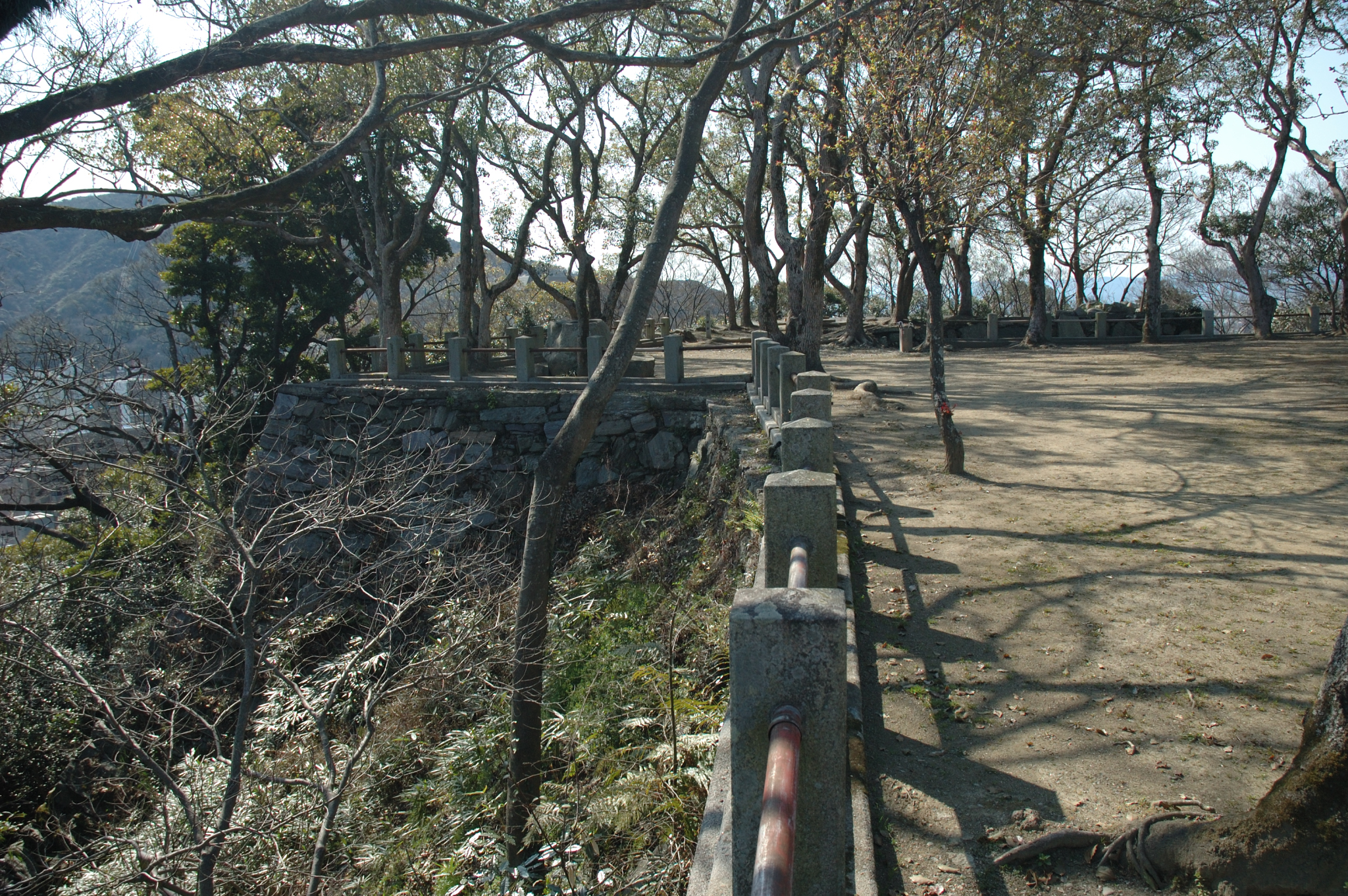
Standort des Yumi-Wachturms
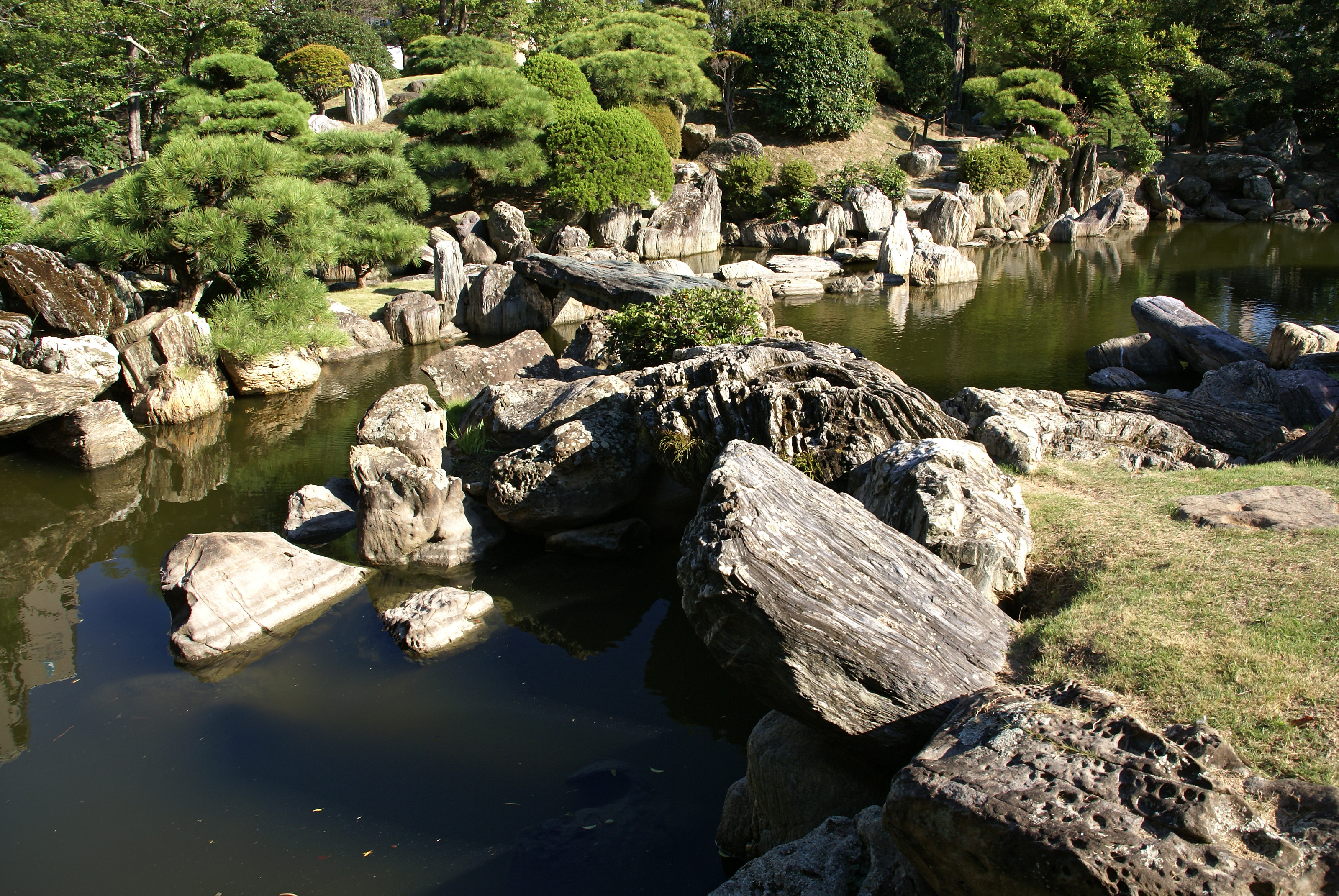
Garten der Residenz
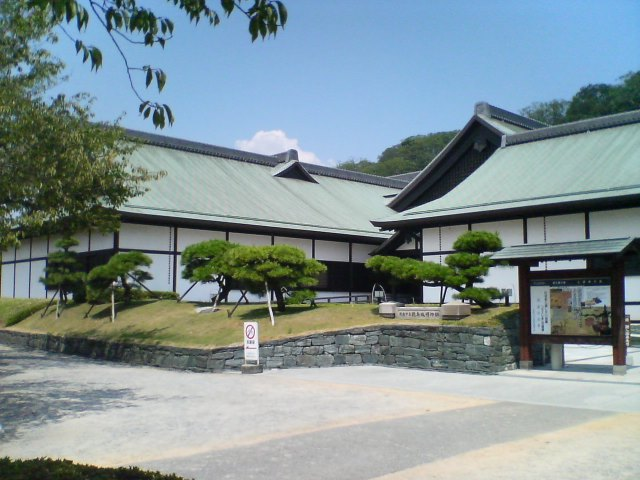
Burg-Museum